# Шехер
Шехер (азерб. Şexer) — село в административно-территориальном округе посёлка Гырмызы-Базар Ходжавендского района Азербайджана.

## География
Посёлок Красный Базар (или Гырмызы Базар) и сёла Шехер, Шых-Дурсун входят в состав Краснобазарского (или Гырмызы-Базарского) посёлкового административно-территориального округа Ходжавендского района, при этом посёлок Красный Базар (или Гырмызы Базар) является центром этого посёлкового административно-территориального округа. Расположено в 33 км к юго-западу от города Ходжавенд, на трассе Агдере — Хейвалы — Ханкенди — Гадрут.

## История
В советский период на 1977 год село входило в состав Краснобазарского (азерб. Гырмызы Базар) посёлкового Совета Мартунинского района Нагорно-Карабахской автономной области (НКАО) Азербайджанской ССР.
2 сентября 1991 года на совместной сессии Нагорно-Карабахского областного и Шаумяновского районного Советов народных депутатов была принята Декларация о провозглашении Нагорно-Карабахской Республики (НКР) в границах Нагорно-Карабахской автономной области (НКАО) и сопредельного Шаумяновского района Азербайджанской ССР.
26 ноября 1991 года Верховный Совет Азербайджанский Республики принял Закон "Об упразднении Нагорно-Карабахской автономной области Азербайджанской Республики". В этом Законе помимо упразднения Нагорно-Карабахской Автономной Области (НКАО) было постановлено также и переименование Мартунинского района в Ходжаведский. В настоящее время село Шехер входит в состав Гырмызы-Базарского посёлкового административно-территориального округа Ходжавендского района Азербайджана.
В результате Карабахского конфликта село 2 октября 1993 года было занято армянскими вооружёнными формированиями и попало под контроль непризнанной Нагорно-Карабахской Республики (НКР). Согласно административно-территориальному делению непризнанной республики, село называлось Шехер (арм. Շեխեր) и входило в состав Мартунинского района НКР.
9 ноября 2020 года Президент Азербайджана Ильхам Алиев в ходе Второй Карабахской войны объявил о восстановлении Вооружёнными Силами Азербайджана контроля над селом Шехер.

## Экономика
В Шехере расположен был винзавод «Арагил», который был открыт в 2011 году. В 2014 году предприятию принадлежало 6 га виноградных плантаций.

## Памятники
В селе расположена церковь Святого Вартана 1603 г..